# Z (film)
Z – algiersko-francuski thriller polityczny z 1969 roku w reżyserii Costy-Gavrasa. Scenariusz był oparty na podstawie powieści o tym samym tytule z 1966 roku autorstwa Wassilisa Wassilikosa. W 1970 film został nagrodzony Oscarem dla najlepszego filmu nieanglojęzycznego i za montaż.
Film nakręcony został głównie w Algierze.

## Opis fabuły
Akcja toczy się w nieokreślonym kraju śródziemnomorskim (wiele aluzji wskazuje na Grecję lat 60.). Policja bezpieczeństwa prawicowego reżimu wojskowego zwalcza lewicową opozycję. Lewicowy deputowany po wygłoszeniu przemówienia na rzecz rozbrojenia nuklearnego zostaje uderzony śmiertelnie pałką, ale tak, by wyglądało to na wypadek drogowy zawiniony przez pijanego kierowcę.
Szpitalna sekcja zwłok przeczy jednak takiej możliwości. Sędzia śledczy i towarzyszący mu fotoreporter znajdują dość dowodów, by postawić w stan oskarżenia zarówno dwóch bezpośrednich sprawców, jak też czterech wysoko postawionych oficerów żandarmerii wojskowej.
Sprawa zostaje jednak wyciszona: prokurator zostaje wymieniony, kluczowi świadkowie giną w podejrzanych okolicznościach, zabójcy, choć skazani za morderstwo, dostają dość krótkie wyroki, oficerowie otrzymują tylko naganę, bliscy współpracownicy deputowanego giną albo zostają deportowani, fotoreporter zostaje skazany na karę więzienia za ujawnienie zastrzeżonych dokumentów.
W napisach końcowych wymienione zostają rzeczy zakazane przez juntę: ruchy na rzecz pokoju i rozbrojenia nuklearnego, strajki, związki zawodowe, długie włosy u mężczyzn, Beatlesi, inna muzyka nowoczesna i popularna, Sofokles, Lew Tołstoj, Ajschylos, pisanie, że Sokrates był homoseksualistą, Eugène Ionesco, Jean-Paul Sartre, Anton Czechow, Harold Pinter, Edward Albee, Mark Twain, Samuel Beckett, izba adwokacka, socjologia, zagraniczne encyklopedie, wolna prasa i nowatorskie nauczanie matematyki. Zakazana jest też litera Z, oznaczająca dla opozycji symbolicznie "Ζει" = "on (Lambrakis, a szerzej duch oporu) żyje". Pierwowzorem ofiary zamachu był bowiem Grigoris Lambrakis, zabity w 1963 roku.

## Obsada
- Yves Montand - deputowany
- Irene Papas - Helene, żona Deputowanego
- Jean-Louis Trintignant - sędzia śledczy
- Jacques Perrin - fotoreporter
- Charles Denner - Manuel
- François Périer - prokurator

i inni